# Carathea
Carathea – rodzaj pająków z infrarzędu Araneomorphae i rodziny Malkaridae. Zalicza się do niego dwa opisane gatunki, będące endemitami australijskiej Tasmanii. Zasiedlają liściastą ściółkę.

## Morfologia
Pająki o ciele długości około 2–3 mm, zesklerotyzowanym, u okazów żywych brązowym, natomiast u przechowywanych w alkoholu czerwonym do pomarańczowego. Zarys karapaksu w widoku od góry jest dłuższy niż szeroki, niemal owalny. Część głowowa jest mocno wyniesiona i wystająca ku przodowi. Na przednim brzegu brak jest kolców. Część tułowiowa opada ku tyłowi, a tylna powierzchnia karapaksu tworzy szeroką listwę ponad łącznikiem. Jamki karapaksu zredukowane są do postaci ciemnych linii. Para owalnych bruzd występuje na karapaksie między biodrami nogogłaszczków i pierwszej pary odnóży krocznych. Pogrupowane na wzgórku oczy są białe, z wyjątkiem ciemnej pary przednio-środkowej. Oczy pary tylno-środkowej są płaskie, prawie owalne w zarysie. Oczy par środkowych rozmieszczone są na planie nieco szerszego niż dłuższego czworokąta. Nadustek jest wysoki, wklęśnięty, 4–5-krotnie szerszy niż średnica przednio-środkowych oczu. Szczękoczułki mają smukłe, zakrzywione pazury jadowe i pozbawione są listewek strydulacyjnych; na przedniej krawędzi mają jeden ząb, a na tylnej trzy. Warga dolna jest szeroka i trójkątna. Dłuższe niż szerokie sternum całkowicie zamyka biodra i styka się z karapaksem. Odnóża pozbawione są kolców. Na stopach brak trichobotrii, natomiast jedno zlokalizowane jest na każdym nadstopiu. Organy tarsalne są stosunkowo duże.
Opistosoma (odwłok) ma duży stożeczek i trzy pary kądziołków przędnych, z których środkowa jest skrócona, jednoczłonowa, zaś przednia największa, dwuczłonowa, stożkowata. U samców na grzbiecie opistosomy występuje owalne skutum, zakrywające ¾ jej przedniej części.
Nogogłaszczki samca cechują się hakowatym wyrostkiem paracymbium oraz długim, cienkim i faliście wygiętym odsiebnym odcinkiem embolusa. Nasada konduktora jest powiększona, obejmuje większość embolusa i zagina się na brzegu bulbusa. Dystalna część konduktora ma kolcowaty wierzchołek z licznymi listewkami. Wewnętrzne genitalia samicy są słabo zesklerotyzowane. Przewody łączące torebkę kopulacyjną ze zbiornikami nasiennymi są skręcone trzy lub cztery razy.

## Występowanie i ekologia
Zwierzęta te są endemitami australijskiej Tasmanii. Wszystkie okazy pozyskiwano z próbek ściółki lasu liściastego przy użyciu aparatu Tullgrena.

## Taksonomia
Rodzaj ten wprowadzony został w 1986 roku przez Russella J. Morana, który jego gatunkiem typowym ustanowił Carathea parawea. Nazwa rodzajowa oznacza w języku Aborygenów „siostrę”, nawiązując do bliskiego pokrewieństwa z rodzajem Perissopmeros. Autor ten sklasyfikował oba rodzaje w nowej rodzinie Sternodidae (Sternodes to synonim Perissopmeros). Obecnie rodzina ta nie jest już wyróżniana, a Carathea klasyfikowana jest w Malkaridae.
Do rodzaju tego zalicza się dwa opisane gatunki:
- Carathea miyali Moran, 1986
- Carathea parawea Moran, 1986